# Геологія Японії

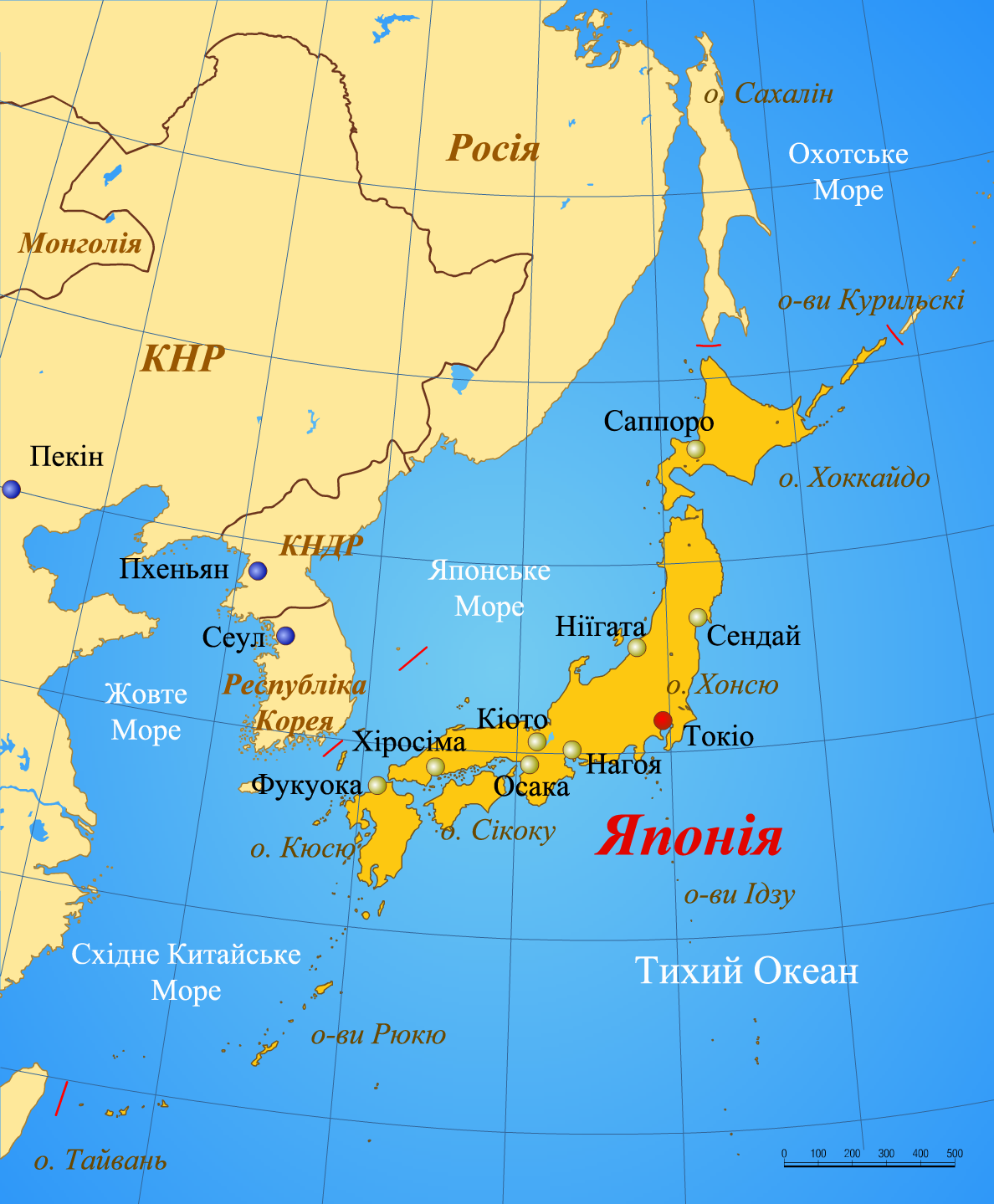
Японський архіпелаг

Японський архіпелаг належить до системи острівних дуг Західно-Тихоокеанського рухливого пояса, де і сьогодні відбуваються процеси горотворення. Дуги розділяються на три регіони:
- острів Хоккайдо крім південного-заходу півострова Осіма;
- північно-східна частина острова Хонсю;
- південно-західна частина Хонсю, острови Шікоку і Кюсю та архіпелаг Рюкю.

Вигин Японської дуги, згідно з палеомагнітними даними, виник на початку міоцену і пов'язаний з розкриттям глибоководних западин Японського моря.
Японські острови є насамперед результатом кількох великих рухів океану, що відбувалися протягом сотень мільйонів років від середини силуру до плейстоцену, в результаті субдукції Філіппінської морської плити під континентальну Амурську та Окінавську плиту на півдні та субдукції Тихоокеанської плити під Охотську плиту на півночі.
Спочатку сьогоденна Японія була складовою східного узбережжя Євразії. Через субдукцію плит, відбулось відкриття Японського моря приблизно 15 мільйонів років тому. Татарська та Корейська протоки відкрилися набагато пізніше.
Японія розташована у вулканічній зоні Тихоокеанського вогняного кільця. На островах відчуваються часті підземні поштовхи низької інтенсивності та вулканічна активність. Руйнівні землетруси, що часто призводять до цунамі, відбуваються кілька разів на століття. Останні сильні землетруси: Великий тохокуський землетрус 2011 року, землетрус в Тюецу 2004 року та землетрус у Кобе 1995 року.

## Геологічна історія

### Фаза горотворення

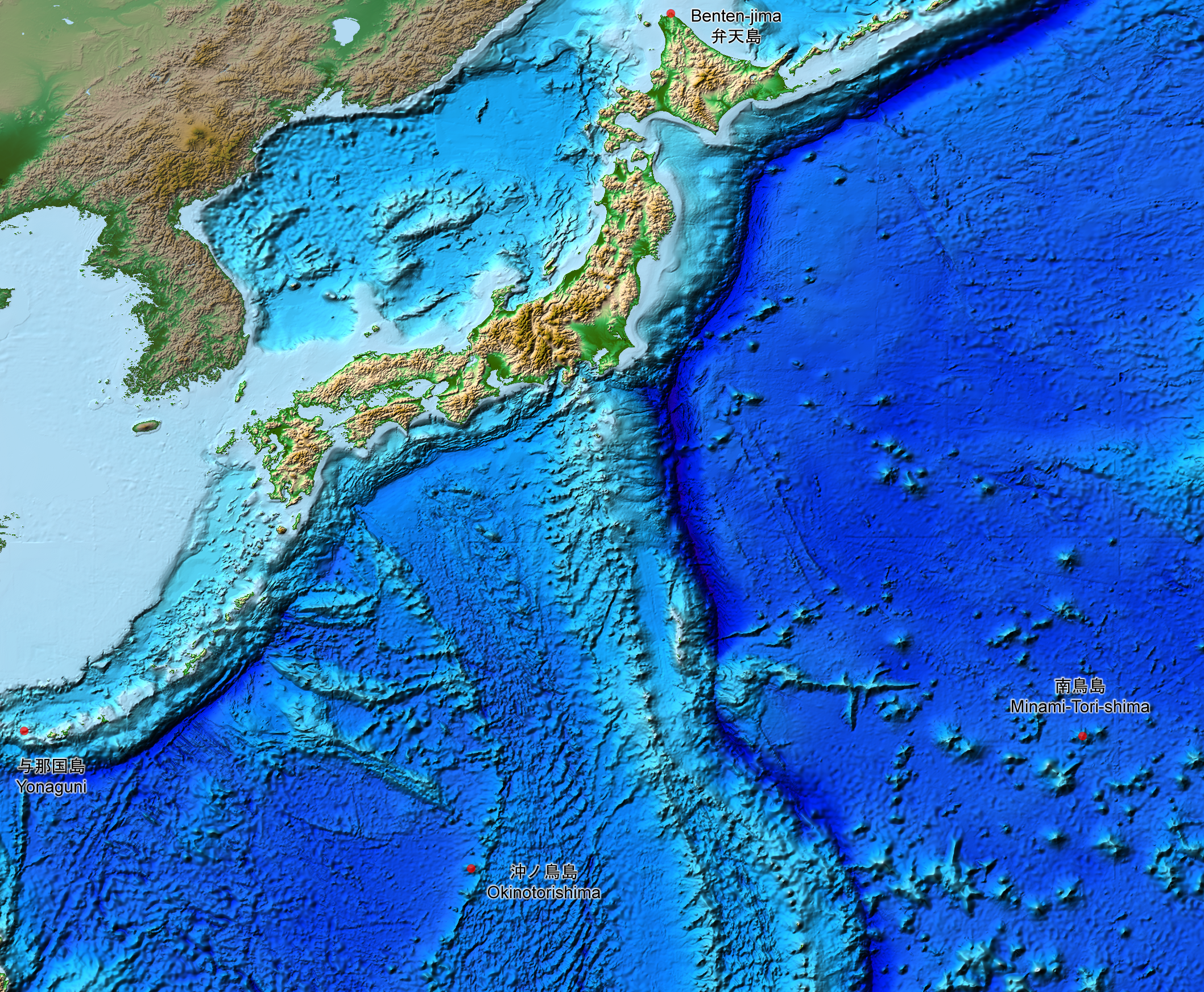
Рельєф Японського архіпелагу (включаючи занурені частини)

Розпад Родинії приблизно 750 мільйонів років тому утворив океан Панталасса, на його східній околиці були розташовані скелі, що згодом стали Японією. У ранньому силурі (450 мільйонів років тому) розпочалася субдукція океанічних плит, і цей процес триває до наших днів, утворюючи орогенез шириною приблизно 400 км на конвергентній границі. Кілька (9 або 10) океанічних плит були повністю субдуковані, а їхні залишки утворили парні метаморфічні пояси. Останньою повною субдукцією плити була плита Ідзанаґі 95 мільйонів років тому. Зараз Філіппінська морська плита занурюється під континентальну Амурську плиту та Окінавську плиту на півдні зі швидкістю 4 см/рік, утворюючи Нанкайський жолоб та жолоб Рюкю. Тихоокеанська плита занурюється під Охотську плиту на півночі зі швидкістю 10 см/рік. Ранні етапи субдукції-акреції кілька разів переробляли край континентальної кори, утворюючи більшу частину сучасного Японського архіпелагу, що складається з порід, утворених у пермський період або пізніше.

### Фаза острівної дуги
Близько 23 мільйонів років тому сьогоденна Японія була складовою східного узбережжя Євразії. Через субдукцію плит, відбулось відкриття Японського моря (одночасно з Охотським морем) — ймовірно початково прісноводне озеро, приблизно 15 мільйонів років тому.
Колишнє узбережжя стало сучасними регіонами Тюгоку та Кюсю.
Близько 16 мільйонів років тому, в міоцені, півострів, на східному узбережжі Євразійського континенту, був сформований. Приблизно 11 мільйонів років тому, сьогоденні Тохоку і Хоккайдо були поступово були підняті з морського дна, а террейни регіону Тюбу поступово зазнавали акреції з пасма островів. Тартарська і Корейська протоки відкрилися близько 2 мільйонів років тому. В той самий час сильна субдукція грабена Фосса-Маґна сформувала Кантонську рівнину.
| |
| Японський архіпелаг, Японське море та навколишня частина континентальної Східної Азії в ранньому міоцені (23-18 млн. років) |

| |
| Японський архіпелаг, Японське море та навколишня частина континентальної Східної Азії в середньому пліоцені до пізнього пліоцену (3,5-2 млн. років) |

| |
| Японський архіпелаг під час останнього льодовикового максимуму близько 20 000 років тому, тонка чорна лінія вказує на сучасні берегові лінії Вкрита рослинністю земля Земля без рослинності океан |

## Зональність

### Зона Хоккайдо
Стрижнева зона острова Хоккайдо — антиклінорій хребет Хідака, складений офіолітами і осадово-вулканогенними гірськими породами верхнього палеозою — нижнього мезозою, прорваними інтрузіями гранітоїдів. На заході антиклінорій Хідака супроводжує вузька зона Камункотан з офіолітами. Остання насунена на синклінорій Ісікарі-Румон, складена товщею відкладів верхньої крейди та кайнозою, який примикає на заході до підняття півострова Осіма.
Півострів Немуро у північно-східній частині Хоккайдо є початком Курильської острівної гряди і складений вулканітами верхньої крейди — кайнозою, облямований південним закінченням Камчатського глибоководного жолоба.

### Зона східного Хонсю
Північно-східна частина острова Хонсю відокремлена від південно-західної частини зоною розломів, між якими тягнеться меридіональний грабен (рифт) Фосса-Магна, на південному продовженні якого в океані простягається молода вулканічна дуга Ідзу-Бонінська, що супроводжується на сході однойменним глибоководним жолобом.
Північний схід Хонсю обрамований Японським жолобом, який з'єднується на північному-сході з Курило-Камчатським, а на півдні з Ідзу-Бонінським. У будові північно-східної частини острова Хонсю основну роль відіграють палеозойські відклади, починаючи з силуру, що незгідно залягають на метаморфітах докембрію. Палеозой представлений теригенними товщами, на заході мілководними, на сході глибоководними з присутністю офіолітів. Всі ці відклади інтенсивно зім'яті в складки починаючи з кінця раннього карбону («орогенез Абе»). Мезозойські породи мають обмежене поширення, в основному на сході, і представлені мілководно-морськими відкладами. Вони зазнали складчастості в кінці юрського — на початку крейдового періоду («орогенез Сакава» або «Ога-Осіма»).

### Зона західного Хонсю, Шікоку і Кюсю
На західному узбережжі Хонсю розвинені так звані зелені туфи неогену. Структура південно-західної Японії виразно зональна із загальним омолоджуванням зон. Розрізнюють внутрішні і зовнішні групи зон, розділені розломом так званої Медіанної лінії. Найбільш древніми породами (докембрій) складена зона Хіда на однойменному півострові. До південно-сходу розвинені палеозойські вулканогенно-осадові відклади, що зазнали складчастих деформацій на початку тріасу («орогенез Акійосі»), і утворення тріасу-юри та неокому, дислоковані в епоху Сакава; в обрамленні зон Хіда і Тамба відомі офіоліти Майдзуру. Вздовж кордону з комплексом зовнішніх зон простягається крейдовий вулканоплутонічний пояс Рійоке.

#### Острови Рюкю
Архіпелаг Рюкю, обрамований однойменним глибоководним жолобом, представляє продовження зовнішніх зон південно-західної Японії. Деформації цих зон почалися в кінці юри — на початку крейди, в епоху Сакава (Ога) і продовжувалися до пізнього міоцену, а на підводному схилі, зверненому до глибоководного жолоба Нанкай, аж до сучасної епохи. При цьому утворилися направлені на південний схід насуви і шар'яжі, а також олістостроми.